# La Ley de la Verdad
La Ley de la Verdad es un lugar de memoria ubicado camino a la presa La Sauceda y a 9 kilómetros del centro del reconocido pueblo mágico de Lagos de Moreno, al noreste de Jalisco, apropiado, marcado y renombrado por los familiares de las víctimas de la Masacre de Lagos de Moreno del 7 de julio del 2013. Este predio que antes funcionaba como tienda de abarrotes llamado “La Ley del Monte” fue renombrado en 2017 en el marco de la III Jornada Memoria que Resiste, donde confluyeron vecinos, colectivos, periodistas, académicos y estudiantes para acompañar a los familiares de las víctimas en esta acción que buscaba reconstruir este lugar que fuera de muerte y de dolor, por darle un sentido de vida y esperanza.

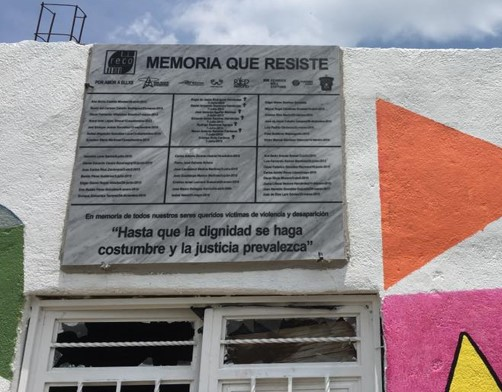
Placa Memoria que Resiste, con nombres de la masacre de Lagos de Moreno, así como de decenas de desaparecidos en el estado de Jalisco.
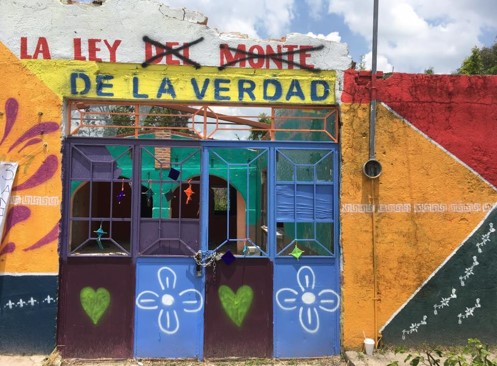
Renombramiento el predio como espacio de memoria La Ley de la Verdad.

## Antecedentes
En 2015, dos años después de la Masacre de Lagos de Moreno, los familiares de las víctimas de este doloroso suceso, continuaron con su lucha por la justicia agregando un nuevo componente, la búsqueda de la memoria y la reivindicación de la dignidad. En coordinación con miembros del Colectivo RECO, de la Universidad Autónoma de Baja California, del ITESO, de la Red Retoño y de la Fundación Heinrich Böll México, se convocó a miembros de la comunidad de Maclovio Rojas, colonia donde se encuentra La Gallera, lo mismo que a familiares de las víctimas de ese suceso, al 1.º Encuentro de lugares de memoria, reconstrucción y no repetición.
El objetivo de este encuentro era el diálogo de dos experiencias que tenían diversos puntos en común, como el que sus familiares fueron víctimas de grupos que utilizaban el recurso del exterminio, lo mismo que el trabajo hecho desde abajo, sin el apoyo ni ayuda de las autoridades en su búsqueda de justicia, pero al tiempo, han emprendido una serie de acciones en aras de la reconstrucción de ese recuerdo. En este encuentro se esbozaron los primeros elementos de lo que podría ser un espacio de memoria en Lagos de Moreno, que a decir de los participantes, debían ser ejercicios donde se viera reflejado ese esfuerzo colectivo por resistir a la impunidad, a la criminalización y al silenciamiento oficial, a través de acciones por la verdad, la memoria y la reconciliación.
Un año más tarde, en esta lucha por la memoria emprendida por los familiares de Lagos de Moreno, en colaboración con el Comité 68 se colocaron los nombres de las víctimas de esta masacre en el renombrado Memorial de las Víctimas de la Violencia del Estado ubicado en Paseo de la Reforma, en la Ciudad de México. Con esta acción se comienza a configurar más claramente la idea de lo que deseaban expresar con sus acciones de memoria, en hablar no sólo de lo que había pasado sino tomarlo como un suceso ejemplar, el que hay que tener presente para evitarlo en futuro a toda cosa, haciendo latente la exigencia del “que no se repita”; en el corto documental Memorialgrafia queda constancia de ello.

## Recuperar el lugar y marcar la memoria
En el marco de la III Jornada Memoria que Resiste, convocada por el Colectivo RECO, por Amor a Ellxs, la Universidad Autónoma de Baja California, la Red Retoño y la Fundación Heinrich Böll México, del 21 al 26 de agosto del 2017 se llevaron a cabo una serie de acciones en conjunto con familiares y vecinos de la masacre de Lagos de Moreno en aras de la memoria, la reparación y la no repetición de lo sucedido. A través de diversos ejercicios colectivos se fueron marcando diversos espacios, no sólo el predio donde se plasmó un mural, los nombres de las víctimas y el renombramiento del espacio, sino también en diferentes puntos de la ciudad de Lagos de Moreno, desde el centro, hasta la ruta que siguió el comando armando que levantó a los jóvenes aquella madrugada del 7 de julio de 2013.

##### Acciones
- Taller Lugares de Memoria
- Limpieza del predio y siembra por la paz
- Mural colectivo Memoria que Resiste
- Bordados por la paz
- Cartografía de la resistencia y trazado de ruta
- Renombramiento e inauguración La Ley de la Verdad

Con esta serie de acciones se pretendía por un lado visibilizar y concientizar a los vecinos de este pueblo mágico sobre el tema de la desaparición forzada, por otro lado, mostrar esta versión colectiva que apelaba a la verdad, a la justicia y a la memoria digna de las víctimas de aquellos dolorosos sucesos. A pesar de que no han recibido permiso o ayuda de las autoridades para llevar a cabo estas acciones que buscan recordar aquella masacre y los dolorosos efectos que ha provocado, han continuado con sus acciones que buscan consolidar este lugar como uno de recuerdo, asistiendo en cumpleaños, día de muertos o en el mismo aniversario para conmemorar a las jóvenes víctimas y mantenerles de cierta manera con vida.
La Lay de la Verdad hoy en día es un lugar de memoria apropiado, reconstruido y resignificado por los familiares de los jóvenes ahí asesinados, pensado para la reivindicación de la vida, de cambiar aquellos sentimientos de dolor y muerte, por el recuerdo de sus ausentes. En estas conmemoraciones, celebran y reivindican la identidad de sus hijos, esa que con ácido intentaron desaparecer y con poder intentaron criminalizar, negar y olvidar.

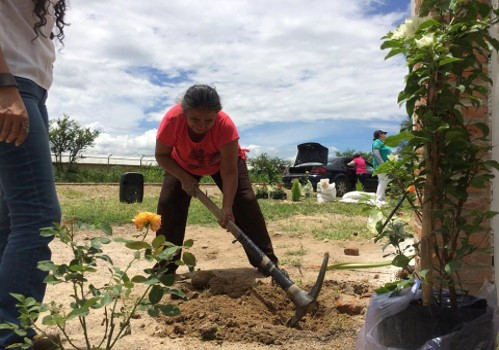
Siembra por la paz
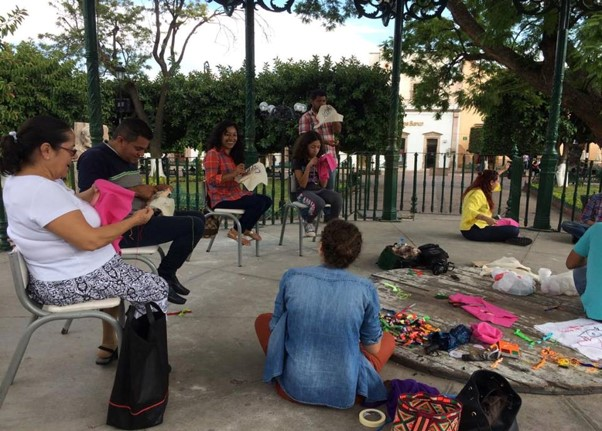
Bordados por la paz
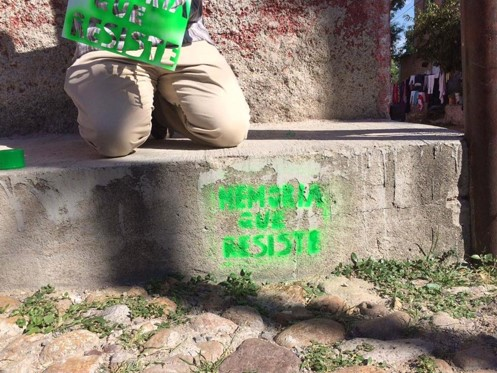
Ruta de la memoria
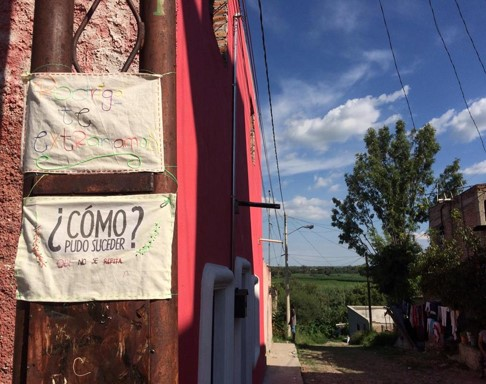
¿Cómo pudo suceder?
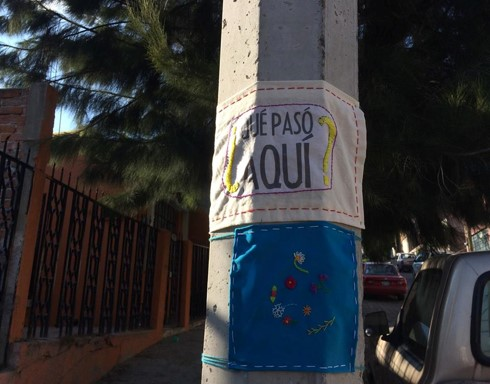
¿Qué pasó aquí?
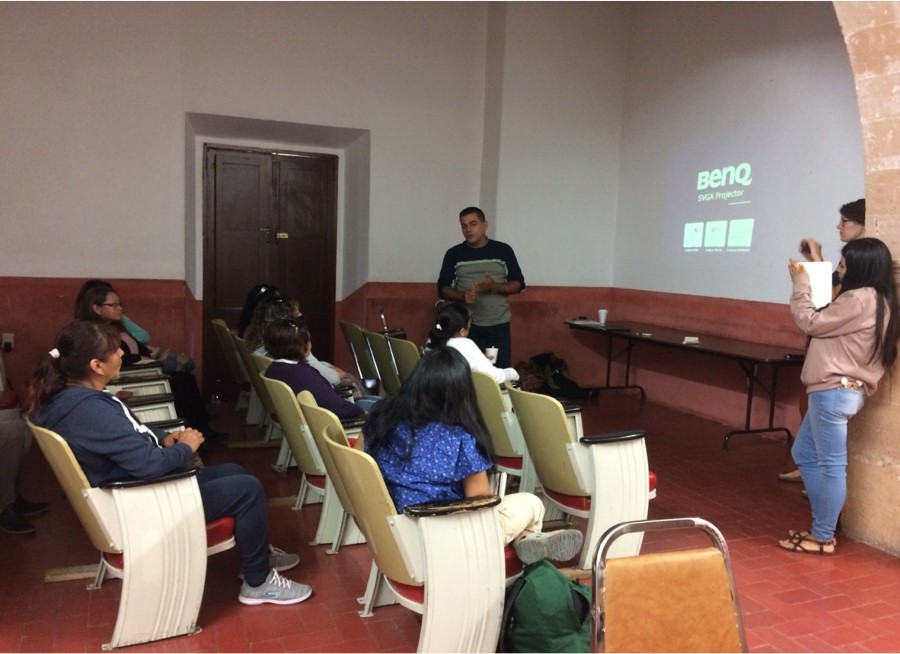
Taller Lugares de la Memoria
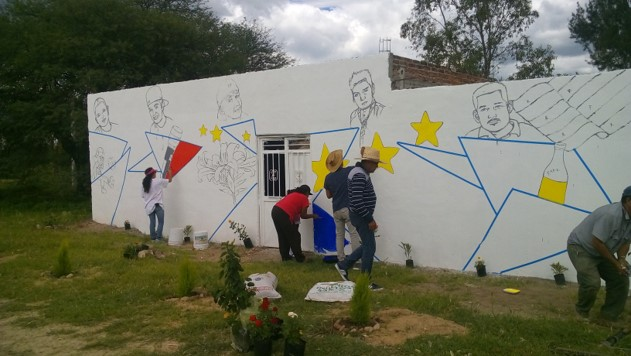
Elaboración del mural
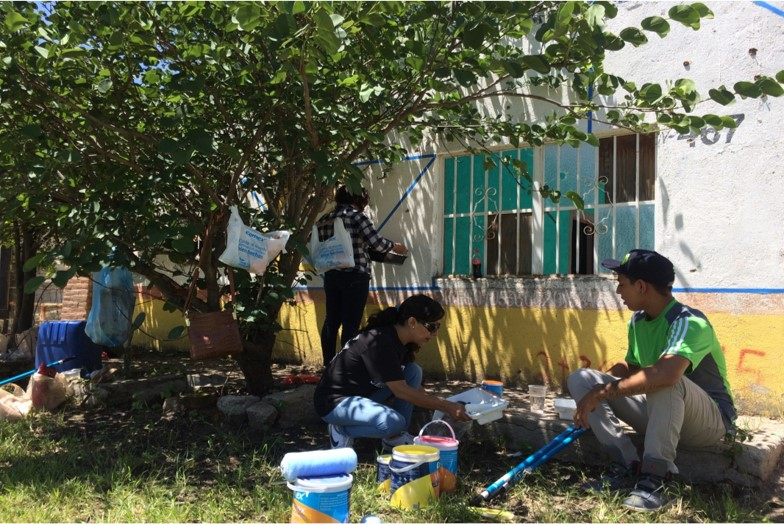
Miembros de la comunidad elaborando el mural
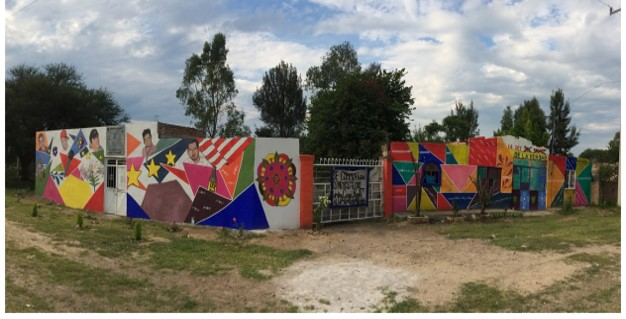
Fachada del predio renombrado e intervenido

## Víctimas recordadas en este espacio
En una placa colocada al centro de la fachada del predio se pueden leer decenas de nombres de personas desaparecidas en el estado de Jalisco, donde se distinguen los que fueron asesinados en este lugar de muerte y que ahora lo han convertido en uno de vida y de recuerdo:
- Daniel Armando Espinosa Hernández “Nomo” (22 años)
- Ángel del Jesús Rodríguez Hernández “Cone” (19 años)
- José Gerardo Aguilar Martínez “Patón” (18 años)
- Rodrigo Espinosa Aguayo (38 años)
- Eduardo Isaías Ramírez “Jorjo” (21 años)

Cada 7 de julio sus familiares en compañía de vecinos y colectivos, asisten a este lugar de memoria para llevar a cabo alguna ceremonia solemne, para convivir, comer o hasta escuchar música; es un espacio de encuentro donde se recuerda a las víctimas de aquella masacre, pero también se estrechan lazos afectivos de la comunidad con otros colectivos y otras causas.  En el 2020, dadas las condiciones pandémicas del COVID-19 no se pudo llevar a cabo este encuentro en el cual estaba previsto que el Comité 68 colocara una placa recociendo la labor de los familiares por construir una memoria en resistencia, sin embargo, en colaboración con investigadores de CALAS se elaboró una pieza virtual llamada “Lagos de Moreno No Olvidamos”, la cual fue distribuida de forma virtual junto con una campaña de fotografías donde retoman la consigna histórica del “ni perdón, ni olvido”.
```
“Sus familiares seguimos trabajando para cambiar ese dolor en vida y esperanza a través de su recuerdo, de nombrarlos y de recordarlos, pero también de nuestra lucha de exigencia de justicia por esos brutales acontecimientos.” Teresa Hernández

“Donde podamos mantendremos viva su memoria, lo mismo que el recuerdo de las miles de víctimas de esta absurda guerra.” Armando Espinosa
```

## Seguimiento legal
El predio oficialmente está en resguardo por la autoridad, sin embargo, lo que se encuentran los visitantes es con un espacio que no está ni resguardado, ni cerrado, ni tiene el mínimo cuidado para que extraños no ingresen y alteren lo que a la fecha se considera una escena de crimen. Después de 7 años que se descubrieron las prácticas de tortura y exterminio de un grupo del crimen organizado en esta finca, aún se pueden ver al interior restos de muebles, trastes y botellas, que representa material sensible pero que está expuesto y sin resguardo; incluso se pueden ver marcas en las paredes del robo de ventanas, canceles y demás material que es comercializado en yunques y recolectores de chatarra. 
Por esta restricción legal es que las acciones de los familiares se han realizado afuera del predio y las pintas e intervenciones únicamente en la fachada, sin embargo, llevan 6 años tratando de gestionar la extinción de dominio sin poder conseguirlo, pero tenaces en ese objetivo.  Esta demanda se suma a la exigencia de justicia y el castigo a los culpables de dicha masacre, que a finales del 2020 sólo cuenta a 9 detenidos de los 29 involucrados (9 donde están dos de los principales responsables), a quienes no se les ha dictado aún sentencia.